# Lal Nishan Party (Leninvadi)
Lal Nishan Party (Leninvadi) (Röda Fanans Parti (Leninistiska), kommunistiskt politiskt parti i den indiska delstaten Maharashtra. LNP(L) bildades som en utbrytning ur Lal Nishan Party 1988. LNP(L) var kritiskt till hur LNP närmat sig Kongresspartiet och Perestrojkan.
LNP(L) koncentrerar sig främst på det fackliga arbetet. Partiets fackliga organisation heter Sarva Shramik Sanghathan (Alla arbetares organization). Sitt starkaste fäste har SSS i Pune. Generellt ställer LNP(L) inte upp i val.
Partiet leddes av Ashok Manohar fram till dennes död 2003.
I valet till Lok Sabha 2004 stödde LNP(L) Communist Party of India (Marxist-Leninist) Red Flags kandidater.